# ألبانيا في ألعاب البحر الأبيض المتوسط 2022
شاركت ألبانيا في ألعاب البحر الأبيض المتوسط 2022 التي عُقدت في وهران بالجزائر في الفترة من 25 يونيو إلى 6 يوليو 2022.

## الحاصلون على الميداليات
| ميدالية | اسم               | رياضة       | حدث                   | تاريخ    |
| ------- | ----------------- | ----------- | --------------------- | -------- |
| ذهبية   | زليمخان أباكاروف ‏ | مصارعة      | 65 كلغ حرة رجال       | 28 يونيو |
| ذهبية   | لويزا جيغا ‏       | ألعاب القوى | 3000 متر حواجز سيدات ‏ | 1 يوليو  |
| فضية    | اركاند قريماج     | رفع الاثقال | 73 كلغ رجال خطف       | 2 يوليو  |
| برونزية | إسلام دوداييف ‏    | مصارعة      | 74 كلغ حرة رجال       | 28 يونيو |

### الميداليات حسب الرياضة
| الميداليات حسب الرياضة | الميداليات حسب الرياضة | الميداليات حسب الرياضة | الميداليات حسب الرياضة | الميداليات حسب الرياضة | الميداليات حسب الرياضة | الميداليات حسب الرياضة |
| ---------------------- | ---------------------- | ---------------------- | ---------------------- | ---------------------- | ---------------------- | ---------------------- |
| رياضة                  | الأول                  | الثاني                 | الثالث                 | المجموع                | مرتبة                  |                        |
| المصارعة               | 1                      | 0                      | 1                      | 2                      | 7                      |                        |
| ألعاب القوى            | 1                      | 0                      | 0                      | 1                      | 14                     |                        |
| رفع الاثقال            | 0                      | 1                      | 0                      | 1                      | 8                      |                        |